# Salazac
Salazac település Franciaországban, Gard megyében. Lakosainak száma 215 fő (2022. január 1.). Salazac Aiguèze, Saint-Christol-de-Rodières, Saint-Julien-de-Peyrolas, Saint-Laurent-de-Carnols és Saint-Paulet-de-Caisson községekkel határos.

## Népesség
A település népessége az elmúlt években az alábbi módon változott:
| Lakosok száma | 141  | 140  | 140  | 183  | 181  | 184  | 184  | 189  | 188  | 215  |
|               | 1968 | 1982 | 1990 | 2006 | 2013 | 2015 | 2017 | 2019 | 2020 | 2022 |